# Esteban Echeverría
Esteban Echeverría (2 de setembro de 1805 - 19 de janeiro de 1851) foi um escritor argentino.

## Biografia
Nasceu na cidade de Buenos Aires na Argentina, era filho da argentina dona María Espinosa e do espanhol José Domingo Echeverría. A pouca idade perdeu seu pai, tendo sido iniciado em suas primeiras letras por sua mãe e começou a escola primária, mas veio a perder esta também, que faleceu em 1822.  Ingressou no Departamento de Estudos Preparatórios da Universidade e na Escola de Desenho da mesma, ao mesmo tempo que começa a trabalhar como dependente na forte casa comercial Lezica Irmãos. Resolveu aos 20 anos completar sua educação em Europa.
Essa ausência da pátria (1825-1830) foi-lhe proveitosa; em Paris se interessou pelas Letras, familiarizou-se com as tendências literárias e ideológicas da época, e estudou com afã exemplar, conseguindo uma sólida cultura. Em junho de 1830, regressou a Buenos Aires, e introduziu na zona do Rio da Prata o romantismo literário, participou ativamente nas reuniões dos Salões Literários e conseguiu uma renovação. Publicou seus primeiros versos em jornais portenhos, em 1831, e ao ano seguinte, em 1832, editou em forma de folheto, Elvira ou a Noiva do Prata considerada a primeira obra romântica em língua castelhana.
Posteriormente publicou Os Consolos (1834) e suas Rimas (1837), onde se inclui sua obra mais importante em verso: A Cativa.
Em 1837 participou ativamente no Salão Literário na livraria de dom Marcos Sastre. Juan Manuel de Rosas ordenou o fechamento do Salão, e Echeverría funda, então, uma sociedade secreta, a Associação de Maio, ao redor de 1838. Publicou as ideias de sua geração no Credo desta Associação, e que servirão de base para a publicação posterior de O Dogma Socialista em 1846.
Nesta época, Echeverría residia em sua estadia «Os Devastas», perto de Luján. Mas os problemas políticos e as perseguições aos unitários por parte dos federais na época de Rosas, fizeram que emigrasse a Montevideo no final de 1840 (Uruguai), onde viveu dedicado à literatura até sua morte, ocorrida em 1851.
Esteban Echeverría foi o mais importante poeta do primeiro período romântico no Rio da Prata, introdutor deste movimento, foi quem utilizou a temática do índio e do deserto na manifestação poética, e é considerado o autor do primeiro conto argentino 'O matadouro', ainda que críticos posteriores assinalam que este escrito tem duas temáticas ou nodos paralelos que não coincidem com o decálogo do conto, por  exemplo, proposto por Horacio Quiroga, de  que um conto deve ter uma única unidade temática. Para interpretar 'O matadouro' se deve ter uma visão da situação histórico-sócio-política que se produz em Buenos Aires.

## Obras
- Elvira o la novia del Plata (1832)
- Don Juan
- Carlos
- Mangora
- La Pola o el amor y el patriotismo
- Himno del dolor (1834)
- Al corazón (1835)
- Rimas(1837, en GB)
- La cautiva
- El Matadero
- Canciones
- Peregrinaje de Gualpo
- El Dogma Socialista
- Cartas a un amigo
- El ángel caído
- Ilusiones
- La guitarra
- Avellaneda
- Mefistófeles
- Apología del matambre (1837)
- La noche
- La diamela